# Пономарёв, Сергей Александрович
Сергей Александрович Пономарёв (род. 19 сентября 1956 года в Сальском районе Ростовской области РСФСР, СССР) — советский и российский политический деятель, заведующий отделом Сальского городского комитета КПСС Ростовской области, депутат Государственной Думы ФС РФ первого созыва (1993—1995).

## Биография
В 1978 году получил высшее образование в Азово-Черноморском институте механизации сельского хозяйства. С 1978 по 1983 год работал в совхозе имени Фрунзе Сальского района Ростовской области инженером, управляющим. С 1983 по 1985 год работал в Сальском городском комитете КПСС инструктором, заведующим сельскохозяйственным отделом. С 1985 по 1993 год работал в Ростовской области в коллективном сельскохозяйственном предприятии «Хлебороб» председателем правления.
В 1993 году избран депутатом Государственной думы Федерального Собрания Российской Федерации первого созыва от Волгодонского одномандатного избирательного округа № 142 (Ростовская область). В Государственной думе был членом комитета по экономической политике, входил во фракцию Аграрной партии России.